# Municipio de Union (condado de Davison)
El municipio de Union (en inglés: Union Township) es un municipio ubicado en el condado de Davison en el estado estadounidense de Dakota del Sur. En el año 2010 tenía una población de 84 habitantes y una densidad poblacional de 0,9 personas por km².

## Geografía
El municipio de Union se encuentra ubicado en las coordenadas 43°38′18″N 98°15′17″O / 43.63833, -98.25472. Según la Oficina del Censo de los Estados Unidos, el municipio tiene una superficie total de 93.74 km², de la cual 93,68 km² corresponden a tierra firme y (0,07 %) 0,06 km² es agua.

## Demografía
Según el censo de 2010, había 84 personas residiendo en el municipio de Union. La densidad de población era de 0,9 hab./km². De los 84 habitantes, el municipio de Union estaba compuesto por el 100 % blancos. Del total de la población el 0 % eran hispanos o latinos de cualquier raza.